# Napoli Basketball 2011-2012
La stagione 2011-2012 del Napoli Basketball è stata la prima disputata in Divisione Nazionale A, tramite wild card.

## Risultati
- Divisione Nazionale A:
  - stagione regolare: 1º posto

## Roster
|  | Naz.              | Ruolo | Sportivo             | Anno | Alt. |  |  |
|  | ----------------- | ----- | -------------------- | ---- | ---- |  |  |
|  | Italia (bandiera) | P     | Nunzio Sabbatino     | 1992 | 190  |  |  |
|  | Italia (bandiera) | G     | Bernardo Musso       | 1986 | 192  |  |  |
|  | Italia (bandiera) | A     | Nicola Bastone       | 1992 | 194  |  |  |
|  | Italia (bandiera) | AG    | Simone Gatti         | 1982 | 202  |  |  |
|  | Italia (bandiera) | C     | Andrea Iannilli      | 1984 | 207  |  |  |
|  | Italia (bandiera) | A     | Alessandro Paradiso  | 1992 | 195  |  |  |
|  | Italia (bandiera) | C     | Paolo Rotondo        | 1989 | 206  |  |  |
|  | Italia (bandiera) | A     | Nelson Rizzitiello   | 1984 | 198  |  |  |
|  | Italia (bandiera) | P     | Mario D’Avino        | 1993 | 186  |  |  |
|  | Italia (bandiera) | G     | Gabriele Guastaferro | 1991 | 180  |  |  |
|  | Italia (bandiera) | P     | Simone Lenardon      | 1985 | 189  |  |  |
|  | Italia (bandiera) | G     | Alessandro Porfido   | 1993 | 192  |  |  |

- Maurizio Bartocci - Allenatore
- Francesco Grande - Assistente
- Francesco Dragonetto - Assistente